# Más fuerte de lo que pensaba
Más fuerte de lo que pensaba es el nombre del segundo álbum de estudio grabado por la banda mexicana de pop/rock Aleks Syntek y la Gente Normal. Fue lanzado al mercado por la compañía discográfica EMI Latin el 22 de marzo de 1993 y se convirtió en el mayor éxito de la banda.
Este álbum cuenta con la participación de Ray Manzarek, extecladista de The Doors, en el tema Nuestras costumbres.

## Lista de canciones
1. «El camino» - 4:12
2. «Prefiero» - 3:33
3. «Más fuerte de lo que pensaba» - 4:16
4. «Cuando estoy contigo» - 3:29
5. «Nuestras costumbres» - 3:39
6. «Un espacio para andar» - 4:32
7. «Lo perfecto» - 3:37
8. «La tierra por conquistar» - 4:14
9. «Mis impulsos sobre ti» - 4:33
10. «La historia de un hombre» - 3:48
11. «Nadie más que yo» - 3:48
12. «Rompiendo la rutina» - 4:27
13. «En el carnaval» - 3:44
14. «Mis impulsos sobre ti» (versión acústica) - 3:20